# أولاد إدريس
تابعة لولاية سوق أهراس الجزائر وتضم عدة بلديات:
- أولاد إدريس.
- عين الزانة.

قريبة جدا من الحدود الجزائرية التونسية أصل التسمية يعود إلى قبيلة أولاد ادريس التس تنتمي إلى قبيلة إدرسن الشاوية.